# الدغمانية (أولاد سيدي بحوص)
الدغمانية هو دُوَّار يقع بجماعة أولاد سيدي عبد الحاكم، إقليم جرادة، جهة الشرق في المملكة المغربية. ينتمي الدوّار لمشيخة أولاد سيدي بحوص التي تضم 7 دواوير. يقدر عدد سكانه بـ 365 نسمة حسب الإحصاء الرسمي للسكان والسكنى لسنة 2004.

## روابط خارجية
- البوابة الوطنية للجماعات الترابية
- المندوبية السامية للتخطيط